# William Linder
Fredrik Wilhelm "William" Linder, född 3 juni 1876 i Östra Kärrstorps församling, Malmöhus län, död 14 augusti 1951 i Sankt Petri församling, Malmö, var en svensk jurist och politiker (socialdemokrat). Han var konsultativt statsråd 1920, riksdagsledamot 1919–1947, hovrättsråd 1912–1922 och borgmästare i Malmö 1925–1941.
Linder blev juris utriusque kandidat vid Lunds universitet 1903 och extra ordinarie notarie i Göta hovrätt 1904, fiskal i hovrätten 1911 och var hovrättsråd 1912–1922. Han var häradshövding i Hallands läns mellersta domsaga 1922–1925 och borgmästare i Malmö stad 1925–1941.
Linder blev 1916 extra föredragande inom Ecklesiastikdepartementet. Han anlitades vid flera utredningar, bland annat som ordförande i skånska pastoratskommissionen 1919. Han var ledamot av första kammaren för Kristianstads läns valkrets från urtima riksdagen 1919 till 1921, och för Blekinge läns och Kristianstads läns valkrets 1922–1947. 
Den 30 juni–22 oktober 1920 var Linder konsultativt statsråd i Hjalmar Brantings första ministär. Han var ordförande i Malmö poliskollegium 1925–1941 och i byggnadsnämnden 1930–1942. Han var vidare inspektor för Malmö borgarskola 1926 och för Malmö högre allmänna läroverk för flickor 1929–1938.
Riddare av Kungl. Nordstjärneorden (RNO) 1918.